# كيلي هيثيرنغتون
كيلي هيثيرنغتون (بالإنجليزية: Kelly Hetherington)‏ هي منافسة ألعاب القوى أسترالية، ولدت في 10 مارس 1989.

## وصلات خارجية
- كيلي هيثيرنغتون على موقع الاتحاد الدولي لألعاب القوى (الإنجليزية)
- كيلي هيثيرنغتون على موقع النتائج التاريخية لألعاب القوى الأسترالية (الإنجليزية)
- كيلي هيثيرنغتون على موقع الدوري الماسي (الإنجليزية)